# Malaguilla
Malaguilla es un municipio y localidad española de la provincia de Guadalajara, en la comunidad autónoma de Castilla-La Mancha. El término municipal tiene una población de 207 habitantes (INE 2024).

## Historia
A mediados del siglo XIX, el lugar contaba con una población censada de 212 habitantes. La localidad aparece descrita en el undécimo volumen del Diccionario geográfico-estadístico-histórico de España y sus posesiones de Ultramar de Pascual Madoz de la siguiente manera:

MALAGUILLA: v. con ayunt. en la prov. de Guadalajara (3 leg.), part. jud. de Tamajon (3 1/2), aud. terr. de Madrid (10), c. g. de Castilla la Nueva, dióc. de Toledo (22). sit. al pie de unas laderas, en la márg. der. del arroyo llamado de las Dueñas; goza de buena ventilacion principalmente por el E.; las enfermedades mas comunes son fiebres intermitentes y tifoideas: tiene 76 casas; la consistorial con habitaciones para cárcel y granero del pósito, posada, fragua y carnicería; escuela de instruccion primaria frecuentada por 17 alumnos, á cargo de un maestro dotado con 39 fan. de trigo, de las cuales pagan 25 los discípulos y las restantes se satisfacen de los fondos públicos; hay una fuente al estremo de la pobl., á la parte del S.; una igl. parr. (Ntra. Sra. del Valle), servida por un cura cuya plaza es de 2.º ascenso y de provision en concurso; térm. confina N. Matarrubia; E. Humanes y Mohernando; S. Málaga, y O. Fuente la Higuera; dentro de esta circunferencia, se encuentran 4 fuentes de medianas aguas y dos ermitas (La Soledad y San Sebastian): el terreno es de mediana calidad y de secano, á escepcion de algunos huertos que se riegan con las aguas de pozos que hay en los mismos, pues las del arroyo no pueden aprovecharse, ya por la disposición de su cáuce, y ya porque solo corre en invierno; hácia el N. y SE. de la v., se encuentran dos montes poblados de robles. caminos: los que dirigen á los pueblos limítrofes, todos de herradura y en mediano estado. correo: se recibe y despacha en la amd. de Guadalajara, por un propio que manda el ayunt. prod.: trigo, centeno, cebada, avena, garbanzos, algarroba, guisantes, vino, leñas de combustible, y yerbas de pasto con las que se mantiene ganado lanar, cabrío, vacuno, mular y asnal; abunda la caza de liebres, conejos, perdices y en sus tiempos, codornices, chochas, tórtolas, cortezas, gangas y ánades. ind.: la agrícola. comercio, esportacion del sobrante de frutos, algun ganado y lana, é importacion de los art. de consumo que faltan. pobl. 61 vec, 212 almas. cap. prod.: 1.091,875. imp. 87,350. contr. 7,348. presupuesto municipal, 4,000 se cubre con los fondos de propios.
(Madoz, 1848, p. 109)

## Demografía
Malaguilla cuenta con una población de 207 habitantes (INE 2024).
| Gráfica de evolución demográfica de Malaguilla entre 1842 y 2021                                                    |
| |
| Población de derecho según los censos de población del INE Población de hecho según los censos de población del INE |

| 324           | 235 | 187 | 138 | 136 | 154 |
| (Fuente: INE) |     |     |     |     |     |

## Fiestas y tradiciones
- Patronales en honor de Nuestra Señora de las Candelas, también conocida como Virgen del Valle, el primer fin de semana de febrero.
- Santa Águeda, el segundo fin de semana de febrero.
- Cristo del Amor y de la Caridad, el primer fin de semana de septiembre.

## Monumentos y cultura

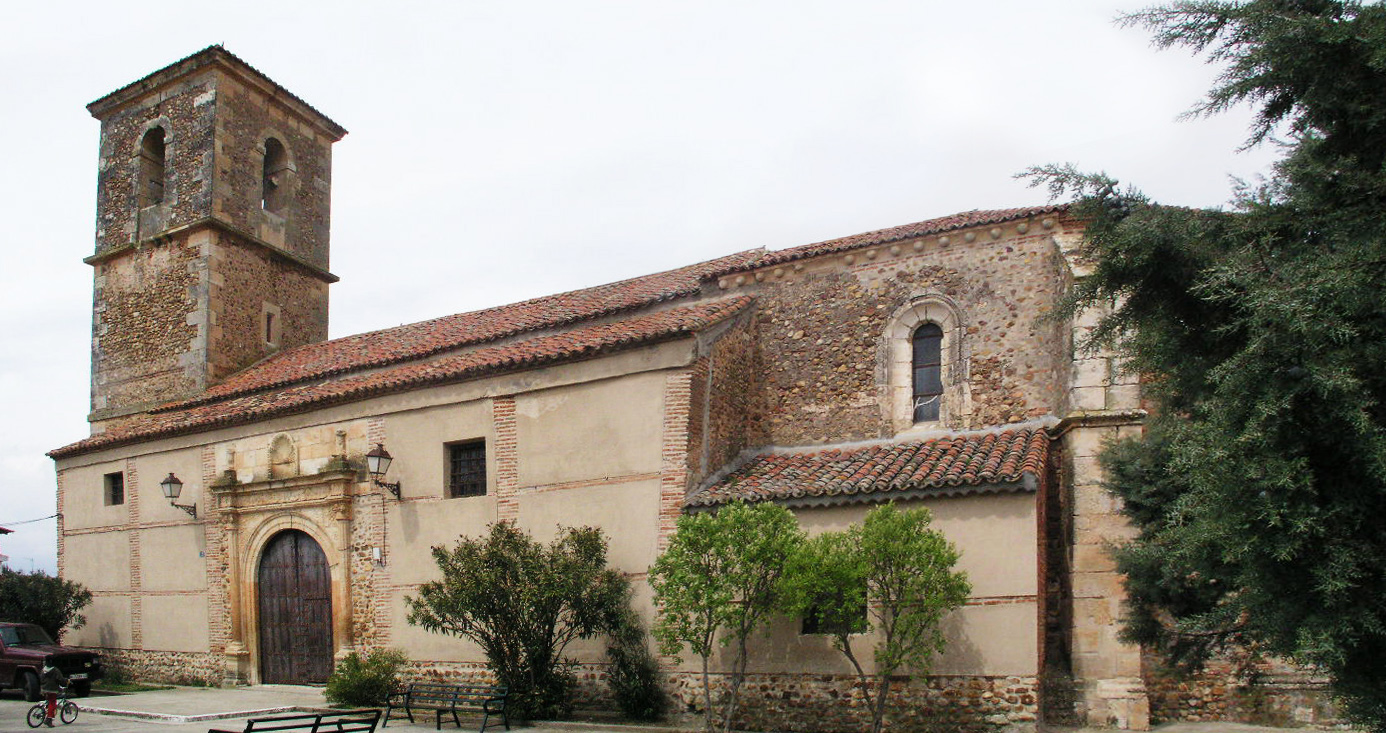
Iglesia de Malaguilla, con portada plateresca.

Iglesia con portada plateresca, valiosa balaustrada del coro y pila bautismal románica. Fuentes, nueva y vieja, y lavaderos. En la «plazuela de Palacio» de la calle Mayor, escudo de armas sobre la fachada de la casona que fuera del dominio señorial de la zona.